# North Island Main Trunk Railway
North Island Main Trunk Railway (NIMT) – główna magistrala kolejowa na Wyspie Północnej w Nowej Zelandii. Łączy stolicę Wellington położoną na południowym krańcu wyspy z największym miastem kraju Auckland położonym w północnym regionie wyspy. Linia ma długość 682 km.

## Historia

### Odcinek północny
Pierwszym odcinkiem magistrali była linia kolejowa zbudowana z Auckland w kierunku południowym. Był to 13-kilometrowy odcinek z Point Britomart do Onehunga, który został otwarty w 1873 roku. W 1875 roku linia została przedłużona z Penrose do Mercer, a w 1877 roku do Ngāruawāhia. W roku 1880 przedłożono linię do 160 km i połączono koleją Frankton i Hamilton do Te Awamutu. Z powodu recesji i długich negocjacji z Maorysami, budowa północnego odcinka została zatrzymana na kilka lat.

### Odcinek południowy
Sekcja Wellington – Longburn została zbudowana w latach 1881–1886 przez prywatną firmę Wellington and Manawatu Railway Company. W 1908 roku firma ta została przejęta przez Departament Kolei Nowozelandzkich, który następnie dokończył budowę linii doprowadzając ją do Palmerston North.

### Odcinek centralny
Budowę centralnego odcinka rozpoczęto w 1885 roku. Ze względu na przebieg linii w trudnym topograficznie terenie prace budowlane trwały 23 lata. Odcinek przecina wulkaniczny płaskowyż North Island Volcanic Plateau. Trzeba było zbudować 9 wiaduktów nad głębokimi wąwozami i kilkanaście tuneli, a częścią tego odcinka jest słynna spirala Raurimu Spiral. Uroczystego otwarcia magistrali The North Island Main Trunk dokonał premier Nowej Zelandii Joseph Ward 6 października 1908 r. Niedaleko miejscowości Pokaka, w miejscu w którym podłączano budowane odcinki i dokonano uroczystego otwarcia magistrali znajduje się pamiątkowy kamienny obelisk. Od tego czasu istnieje regularne połączenie kolejowe między Auckland i Wellington.

## Trasa magistrali

### Główne stacje
- Wellington
- Paraparaumu
- Walkanae
- Levin
- Palmerston North
- Feilding
- Taihape
- Waiouru
- Park Narodowy Tongariro
- Raurimu Spiral
- Taumarunui
- Te Kūiti
- Te Awamutu
- Hamilton
- Pukehohe
- Auckland[2]

### Użytkowanie
Obecnie magistrala kolejowa NIMT straciła na znaczeniu. Jest używana głównie do transportu towarowego. Ruch pasażerski przeniósł się na rozbudowaną sieć dróg samochodowych i tanie linie lotnicze. Podróż magistralą jest atrakcją turystyczną, a pociągi The Northern Explorer z Auckland do Wellington kursują trzy razu w tygodniu.

## Galeria

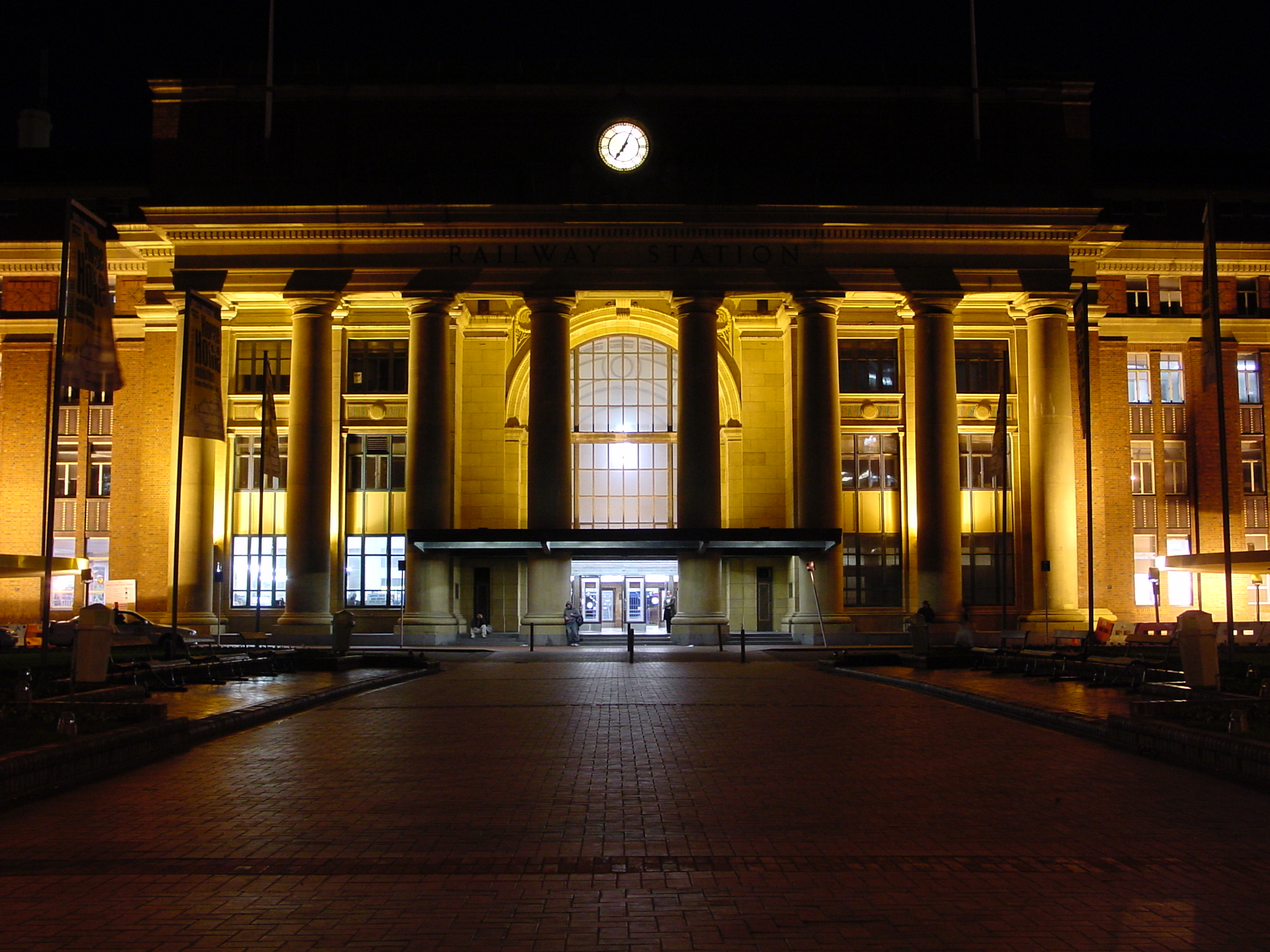
Południowy terminal NIMT – Wellington
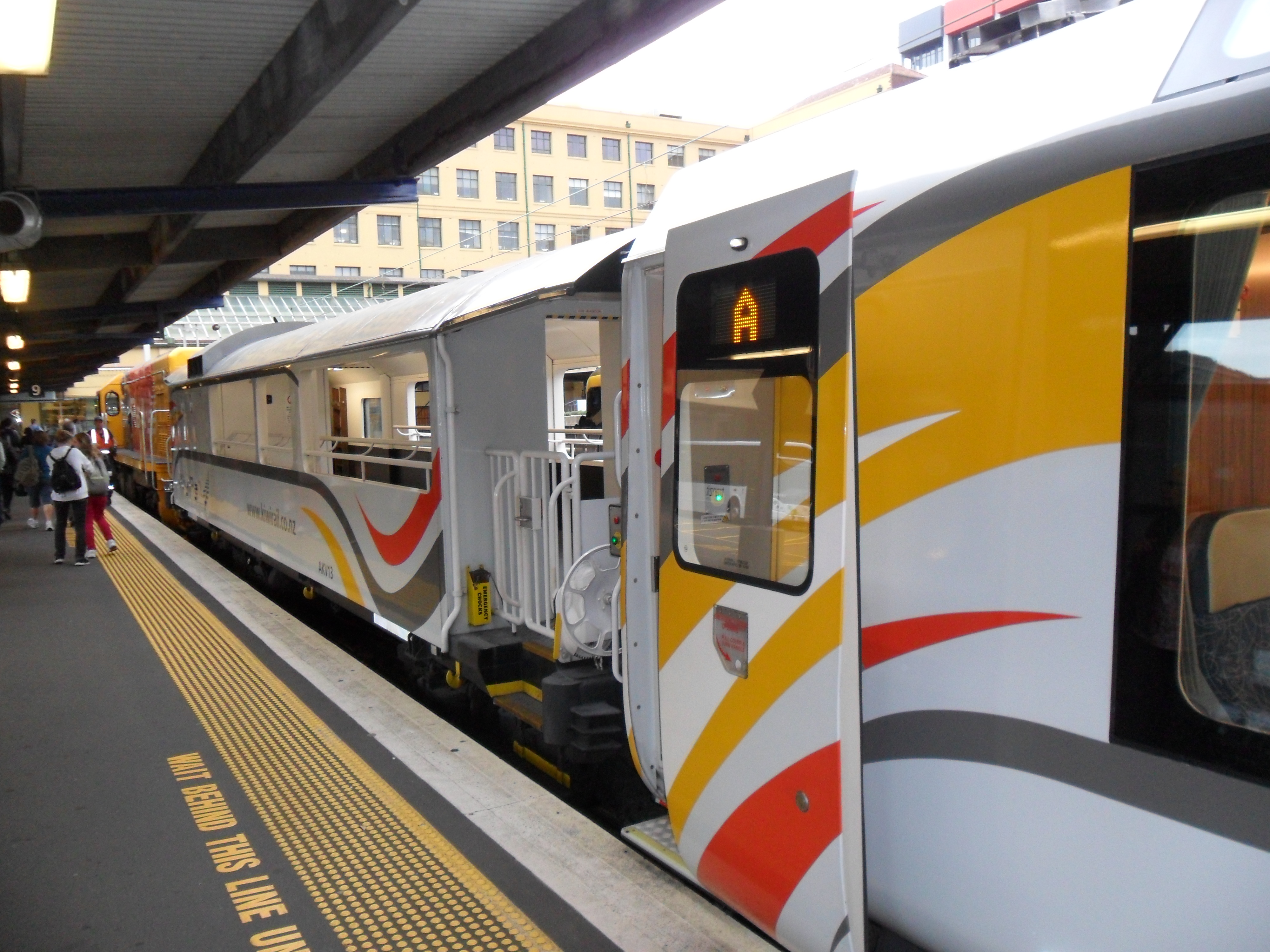
The Northern Explorer 2012 – Wellington
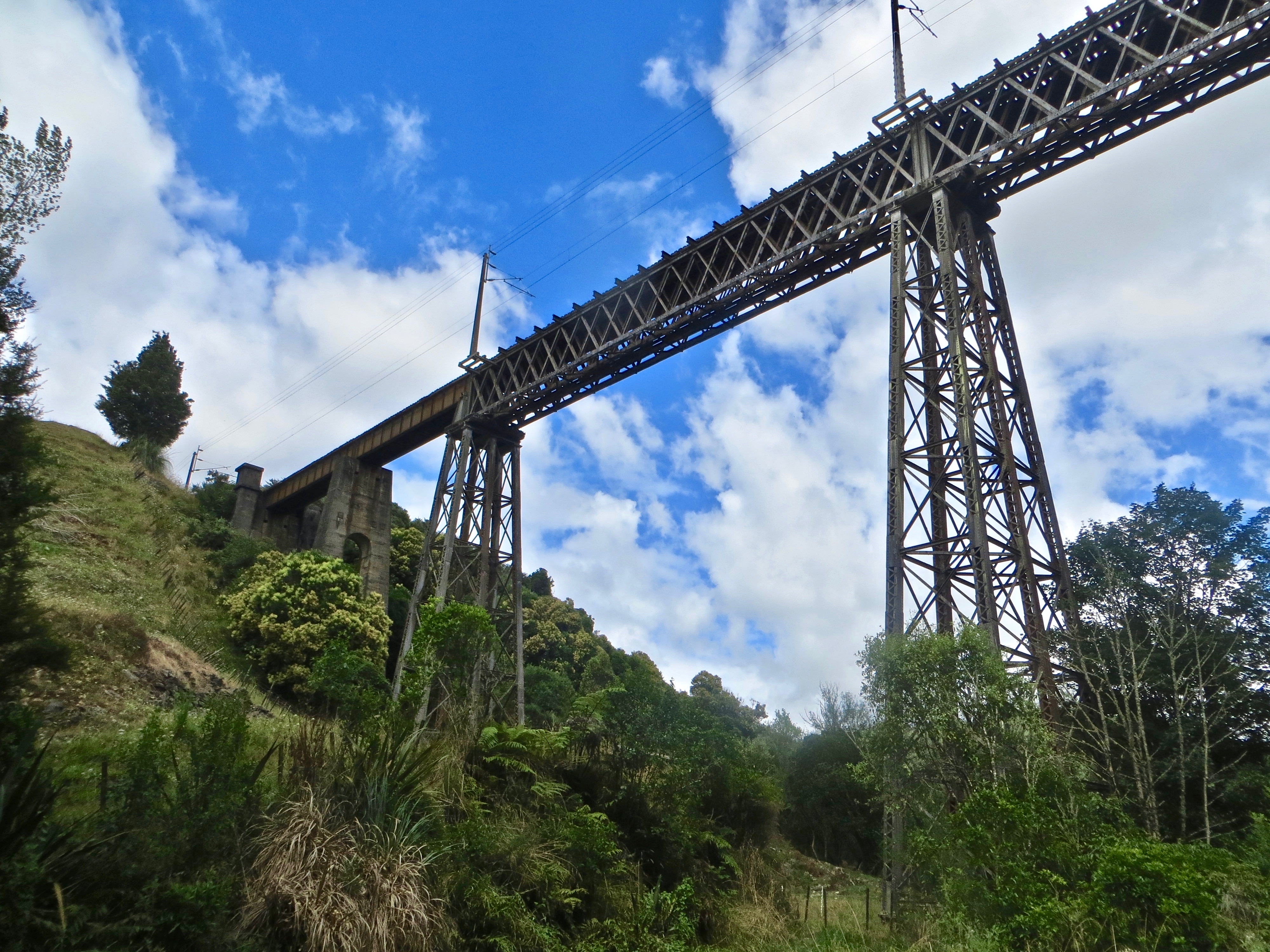
Waiteti railway viaduct
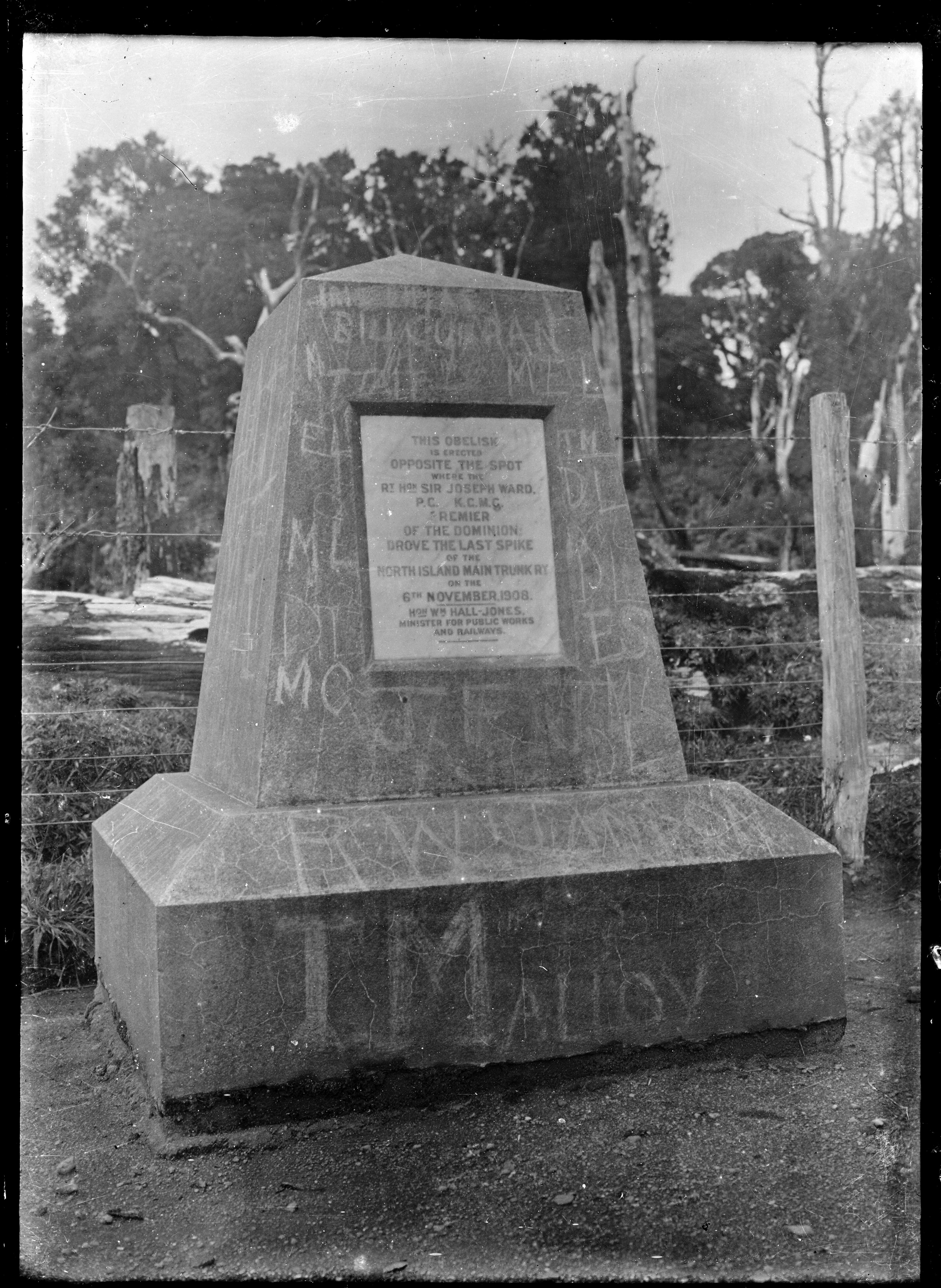
Kamienny obelisk
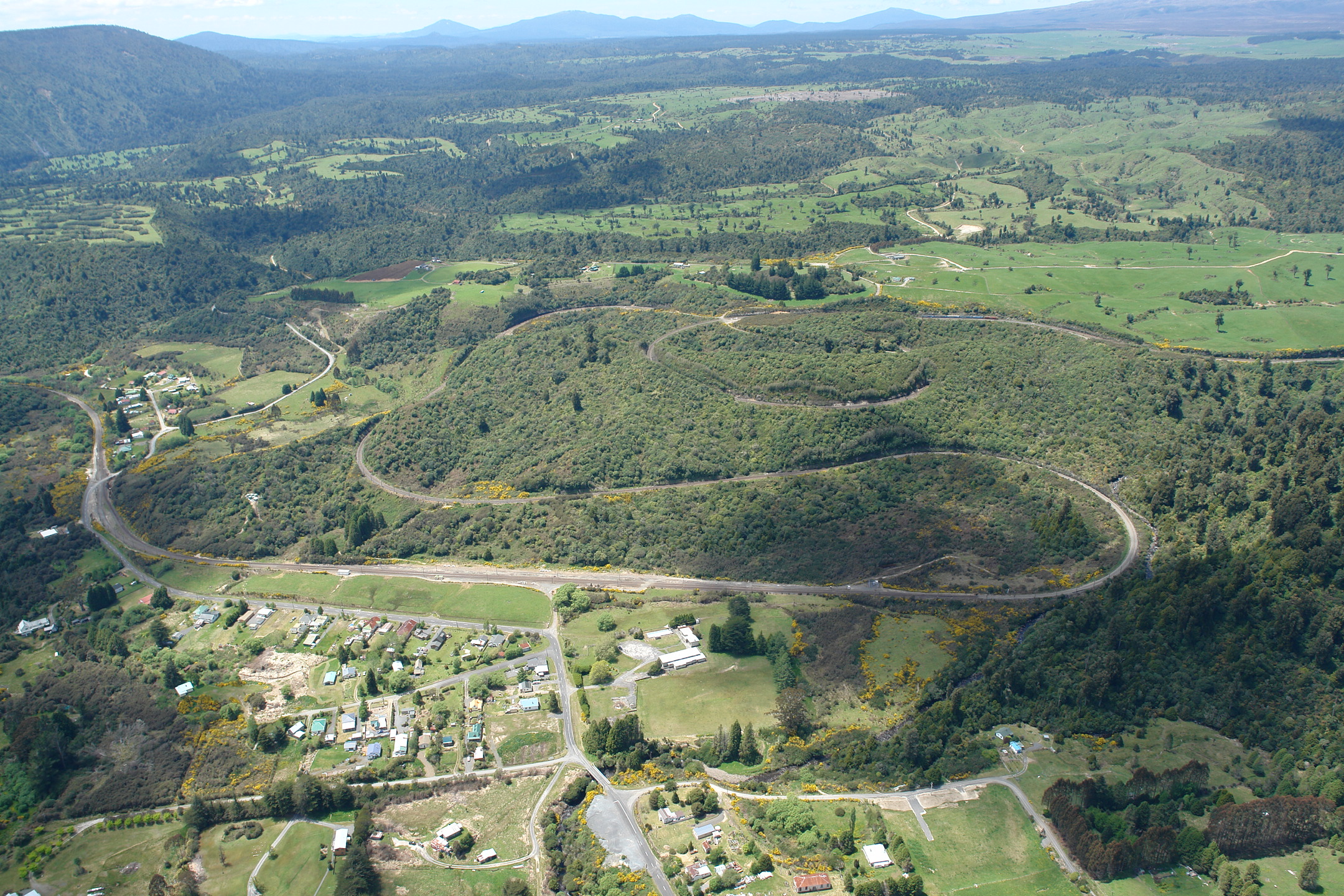
Raurimu Railway Spiral
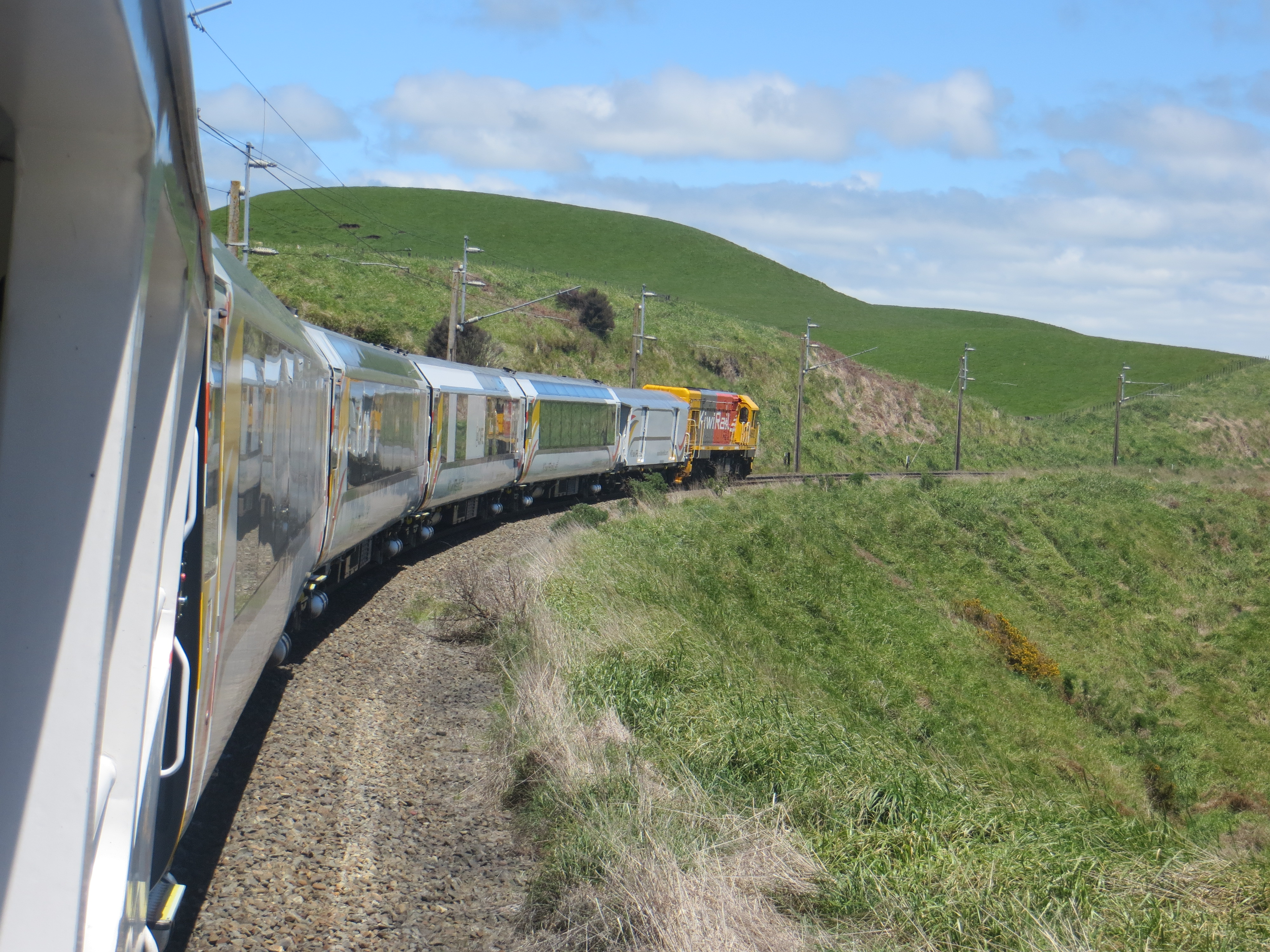
The Northern Explorer 2012 – okolica Waiouru
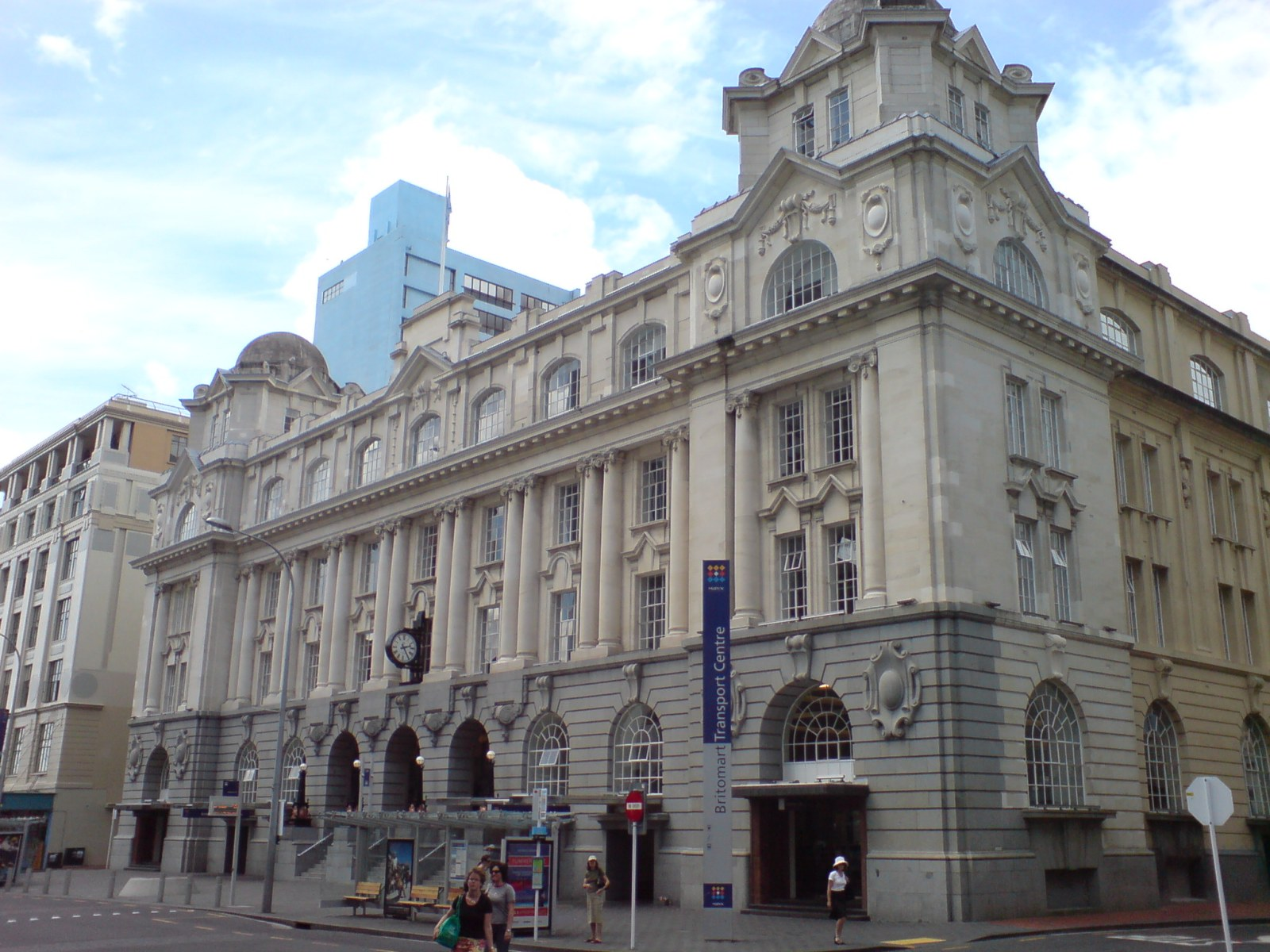
Północny terminal NIMT – Auckland